# St. Liborius (Haldensleben)

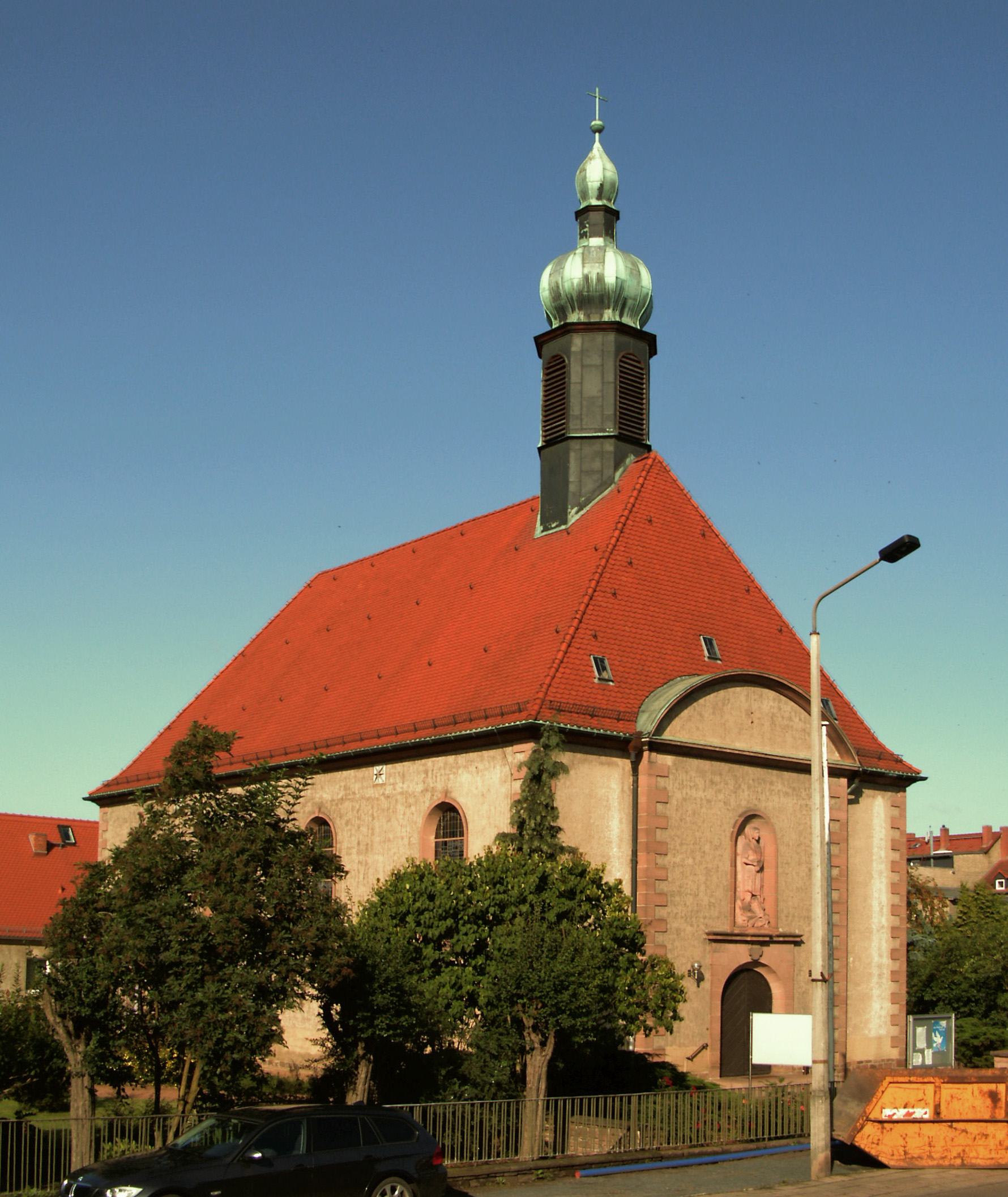
Außenansicht

Die Kirche Sankt Liborius ist eine katholische Kirche in Haldensleben, der Kreisstadt des Landkreises Börde in Sachsen-Anhalt. Sie gehört zur Pfarrei „St. Christophorus“ mit Sitz in Althaldensleben, im Dekanat Stendal des Bistums Magdeburg. Die nach dem heiligen Liborius benannte Kirche hat die Adresse „Gerikestraße 26“ (Ecke Schulstraße) und ist im Denkmalverzeichnis des Landes Sachsen-Anhalt, das auf Basis des Denkmalschutzgesetzes vom 21. Oktober 1991 erstellt wurde, unter der Erfassungsnummer „094 30179“ als Baudenkmal verzeichnet.

## Geschichte
Mit der Einführung der Reformation im Jahre 1541 wurde die Bevölkerung im Raum Haldensleben überwiegend evangelisch-lutherisch.
Im Zuge der Industrialisierung vergrößerte sich die Zahl der Katholiken in Neuhaldensleben wieder, sie gingen zunächst zum Gottesdienst in die Doppelkirche Althaldensleben. 1905 ließ Pfarrer Hoene aus Althaldensleben durch seinen Kaplan Eduard Busse in Neuhaldensleben, das damals die Kreisstadt des Kreises Neuhaldensleben war, katholischen Religionsunterricht erteilen und Gottesdienst halten. Diese Gottesdienste fanden von bis 1920 im Saal der Gaststätte „Hohenzollern“ am Markt statt. Den Plan, im Bahnhofsviertel eine Kirche zu bauen, verhinderte der beginnende Erste Weltkrieg.
1920 wurde das Hausgrundstück Magdeburger Straße 28 oder 32 erworben, wo bis 1939 die Gottesdienste stattfanden. Am 8. August 1926 wurde die Filialkirchengemeinde „Haldensleben I“ errichtet, noch im gleichen Jahr an der Magdeburger Straße in einem Laden eine Kapelle eingerichtet, und Neuhaldensleben erhielt mit Theodor Schulte den ersten Pfarrvikar.
1937 erfolgte die bischöfliche Genehmigung zum Bau der St.-Liborius-Kirche. 1938, nach der Inbetriebnahme des Mittellandkanals, wurden Alt- und Neuhaldensleben zu Haldensleben zusammengelegt. In diesem Jahr begann auch der Bau der St.-Liborius-Kirche. Damals war Wilhelm Reimetz Pfarrvikar in Haldensleben. Zum 1. Januar 1939 erfolgte durch Caspar Klein, den Erzbischof des Erzbistums Paderborn, zu dem Haldensleben damals gehörte, die offizielle Errichtung der Filialkirchengemeinde „Haldensleben I“ als Pfarrvikarie von Althaldensleben. Am 21. Mai 1939 erfolgte die Kirchweihe durch Weihbischof Augustinus Philipp Baumann. Liborius, der Hauptpatron des Erzbistums Paderborn, wurde auch Schutzpatron der neuen Kirche in Haldensleben. Bedingt durch den bevorstehenden Zweiten Weltkrieg konnten noch keine Glocken und keine Orgel beschafft werden.
1945 wurde eine für die Kirche bestimmte Orgel angeliefert, die jedoch nicht mehr aufgestellt wurde.
Nach dem Zweiten Weltkrieg erhöhte sich die Zahl der Katholiken in Haldensleben weiter durch den Zuzug von katholischen Flüchtlingen und Heimatvertriebenen. 1945 bekam die Kirchengemeinde „Haldensleben I“ im 15 Kilometer entfernten Calvörde eine Tochtergemeinde, die 1947 zur Kuratie erhoben wurde. 1947 bekam die St.-Liborius-Kirche eine Glocke, die vom Hamburger Glockenfriedhof stammte. 1949 wurde die Pfarrvikarie „Haldensleben I“ (St. Liborius) zur Pfarrei erhoben. In der von 1949 bis 1965 dauernden Amtszeit des Pfarrers Johannes Meier wurde 1953/54 das Pfarrhaus erbaut, und die Kirche mit dem Michaelsrelief über dem Eingangsportal, dem Liboriusbildnis, dem Altarbild, der Orgel und dem Kreuzweg ausgestattet. 1962 wurde in Uthmöden eine Kapelle eingerichtet, die zur Pfarrei „Haldensleben I“ gehörte und inzwischen wieder profaniert wurde. Am 6. Mai 1979 erfolgte die Einweihung des Pfarrheims durch Weihbischof Theodor Hubrich. Im März 1989 wurde die Kirche behördlicherseits wegen Baufälligkeit geschlossen, da der Mangel an Stahl und Zement während der Bauzeit im Laufe der Jahrzehnte zu starken Bauschäden geführt hatte. Nach umfangreichen Ausbesserungen konnte die Kirche vom 1. Advent 1991 an wieder genutzt werden.
Am 1. März 2007 wurde der Gemeindeverbund „Haldensleben – Eichenbarleben – Groß Ammensleben – Weferlingen – Wolmirstedt“ („Aller-Ohre St. Christophorus“) gegründet, zu dem von da an die St.-Liborius-Kirche gehörte. Damals gehörten zur Pfarrei „Haldensleben I“ rund 510 Katholiken. Am 2. Mai 2010 entstand aus dem Gemeindeverbund die heutige Pfarrei „St. Christophorus“. Zu ihr gehören außer der St.-Liborius-Kirche auch die Kirchen „St. Johannes Baptist“ in Althaldensleben, „Heilig Kreuz“ in Calvörde, „St. Nikolaus von der Flüe“ in Colbitz, „St. Benedikt“ in Eichenbarleben, „St. Peter und Paul“ in Groß Ammensleben, „St. Josef und St. Theresia vom Kinde Jesu“ in Weferlingen, „St. Josef“ in Wolmirstedt sowie die Wallfahrtskapelle „St. Anna“ auf Gut Glüsig. Die Volkszählung in der Europäischen Union 2011 zeigte, dass von den 18.527 Einwohnern von Haldensleben 660 der römisch-katholischen Kirche angehörten, was 3,6 % entspricht.

## Architektur und Ausstattung

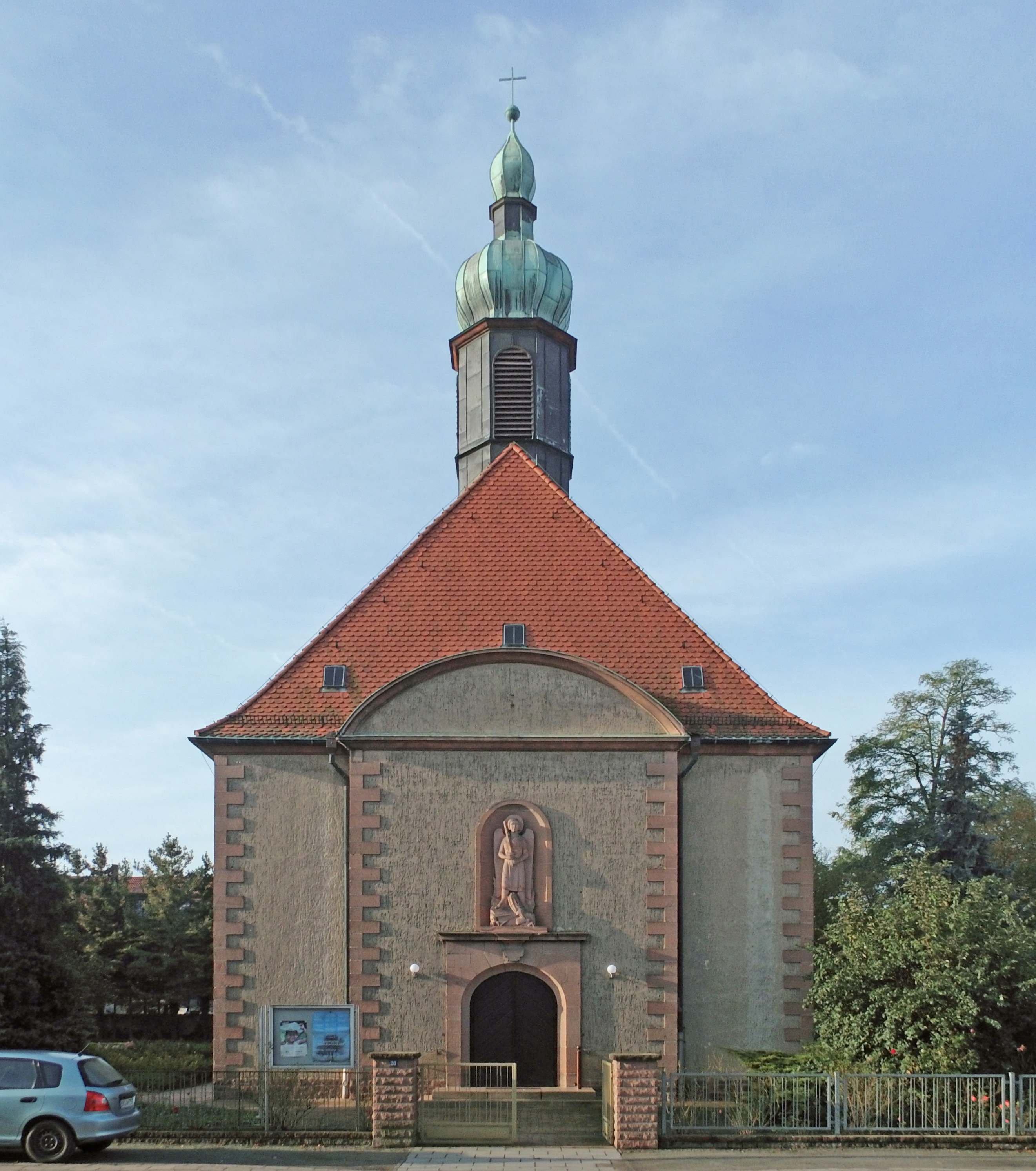
Straßenansicht

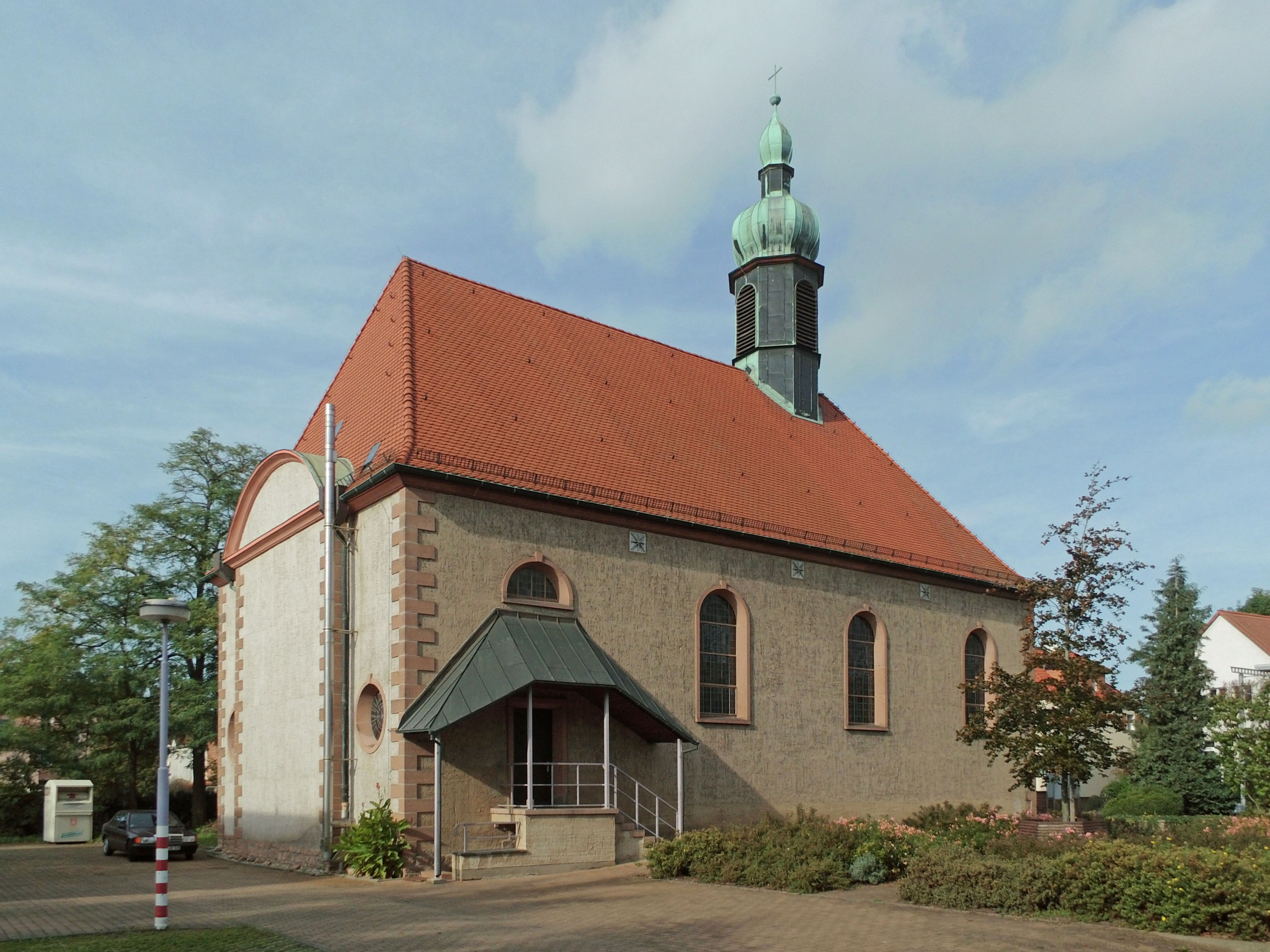
Ansicht von Südosten

Auf dem Dach der einschiffigen Hallenkirche befindet sich ein kreuzbekrönter Dachreiter. Über dem Eingangsportal zeigt ein Relief den Erzengel Michael, den Schutzpatron Deutschlands, mit einem Schwert und einem Drachen zu seinen Füßen. Die darunter stehende lateinische Inschrift „QUIS UT DEUS“ („Wer ist wie Gott“) ist die Übersetzung des hebräischen Namens Michael (hebräisch: מיכאל).
Im Eingangsraum der Kirche befinden sich eine Pietà sowie Gedenktafeln für die Gefallenen und Vermissten. Auch an die ehemaligen Priester der Kirchengemeinde wird dort erinnert.
Der Innenraum wird von einer Holzdecke abgeschlossen. Die Buntglasfenster wurden von A. Reisdorff aus Köln entworfen und 1938 von der ebenfalls in Köln ansässigen Glasmalerei Botz + Miesen ausgeführt, sie zeigen die sieben katholischen Sakramente: Taufe, Beichte, Eucharistie, Firmung, Ehe, Priesterweihe und Krankensalbung. Das Kirchengestühl bietet 184 Sitzplätze.
Im Altarraum befinden sich außer dem Altar auch eine mit Ähren und Weintrauben verzierte Tabernakelstele aus den 1960er Jahren sowie das aus den 1980er Jahren stammende Taufbecken. Den hölzernen Ambo schmückt eine Darstellung des Heiligen Geistes. Das Mosaik an der Rückwand zeigt Jesus Christus und die vier Evangelistensymbole: zu seiner Rechten den Menschen für Matthäus, darunter den Löwen für Markus, zu seiner Linken den Adler für Johannes und darunter den Stier für Lukas.
Links vom Altarraum hat eine 1941 vom Bildhauer Heinrich Pütz (1882–1962) aus Wiedenbrück geschaffene Marienstatue, vor der Opferkerzen aufgestellt werden können, ihren Platz. An einer Säule befindet sich seit 1963 eine 2,40 Meter hohe, von Werner Schubert-Deister gestaltete Darstellung des heiligen Liborius, darunter ein Pfau. Einer Legende nach zog im 9. Jahrhundert ein Pfau bei der Übertragung der Reliquien des heiligen Liborius von Le Mans, der Wirkungsstätte von Liborius, nach Paderborn, wo sie sich seitdem befinden, voran.
Die Mitte des 20. Jahrhunderts errichtete Orgel verfügt über 22 Register, unter der Orgelempore ist der Beichtstuhl platziert. Der als Mosaik ausgeführte Kreuzweg aus den 1950er Jahren umfasst 14 Stationen. Die Künstlerin Erika Maria Wiegand, von 1945 bis 1952 in Haldensleben ansässig, schuf 1949 die Pietà (Terrakotta, 90 cm) und 1950 die Weihnachtskrippe (ebenfalls Terrakotta).